# 김수일 (1941년)
김수일(金秀一, 1941년 8월 18일~2022년 3월 27일)은 대한민국의 정치인이다. 제35대 영등포구청장을 지냈다.

## 역대 선거 결과
|  | 16.52% |

|  | 8.02% |

|  | 27.69% |

|  | 20.10% |

|  | 50.24% |

## 논란

### 뇌물수수
김수일 전 영등포구청장은 구청장 재직 시절 아파트 건설을 승인해주는 대가로 5,000만원을 받은 혐의로 구속기소되었다. 2001년 10월 11일, 법원은 해당 사안에 대해 징역 5년을 선고했으으며 이로 인해 구청장직을 상실했으나, 2010년 8월 15일 특별복권되었다.